# Prulifloxacina
La  prulifloxacina (nella fase sperimentale conosciuta con la sigla NM441) è una molecola che appartiene alla classe dei chinoloni di quarta generazione. Viene utilizzata nel trattamento delle infezioni delle vie urinarie e delle vie respiratorie. In Italia è venduta dalla società farmaceutica A.C.R.A.F (Aziende Chimiche Riunite Angelini Francesco) con il nome commerciale di Unidrox nella forma farmaceutica di compresse da 600 mg.

## Farmacodinamica
La molecola è dotata di un ampio spettro di azione, sovrapponibile a quello della ciprofloxacina, e di grande efficacia nei confronti di un'ampia gamma di batteri Gram–positivi e Gram–negativi. 
Come tutti i chinoloni la prulifloxacina agisce inibendo in modo selettivo i due tipi di enzima topoisomerasi, la DNA–girasi e la topoisomerasi IV. Questi sono enzimi vitali per la cellula batterica e fondamentali per la duplicazione, la trascrizione e la riparazione del DNA. La topoisomerasi IV è necessaria per separare le catene di DNA che deve essere replicato (cioè duplicato) prima che avvenga la divisione cellulare batterica.
Se il DNA non può essere separato, il processo di replicazione delle molecole dell'acido deossiribonucleico batterico viene interrotto, e il batterio non può più dividersi e quindi replicarsi. La DNA girasi, d'altra parte, è responsabile del superavvolgimento del DNA: tale processo è cruciale per far sì che il DNA possa essere fatto rientrare nelle cellule di nuova formazione. Entrambi i meccanismi portano in ultima analisi alla morte del batterio.
La molecola è attiva principalmente sui seguenti batteri Gram-positivi:
Staphylococcus aureus (meticillino–sensibile), Staphylococcus epidermidis, Streptococcus pneumoniae, Streptococcus pyogenes. È inoltre attiva sui seguenti batteri Gram-negativi: Haemophilus influenzae, Legionella pneumophila, Klebsiella pneumoniae, Moraxella catarrhalis, Morganella morganii, Proteus mirabilis, Proteus vulgaris, Neisseria gonorrhoeae, Pseudomonas aeruginosa, Salmonella, Serratia marcescens, Shigella flexneri.

## Farmacocinetica
A seguito di somministrazione per via orale la prulifloxacina è rapidamente assorbita dal tratto gastrointestinale. La concentrazione plasmatica massima (Cmax) viene raggiunta nel giro di circa 1 ora (Tmax) e trasformata in ulifloxacina. Lo steady–state viene raggiunto in un paio di giorni dall'inizio del trattamento, con un'unica somministrazione giornaliera. La contemporanea assunzione di cibo ritarda e riduce leggermente la concentrazione al picco plasmatico di ulifloxacina, ma non modifica l'area sotto la curva (AUC).
Le concentrazioni di ulifloxacina, il metabolita attivo di prulifloxacina, che vengono raggiunte nel tessuto polmonare e renale e nei seni paranasali sono decisamente maggiori di quelle che si registrano nel compartimento plasmatico.
Il legame con le proteine plasmatiche è pari al 50% circa, e non è in relazione con la concentrazione plasmatica del farmaco.
Il metabolita attivo, ulifloxacina, oltrepassa difficilmente la barriera ematoencefalica, come confermato dalle scarse concentrazioni raggiungibili nel liquido cerebro–spinale. Nell'organismo umano prulifloxacina inizia ad essere metabolizzata durante l'assorbimento intestinale ed il metabolismo si completa a livello della ghiandola epatica.
Non risultano interazioni significative con gli isoenzimi del citocromo P–450 ad eccezione di una modesta inibizione del CYP1A1 e CYP1A2 coinvolti nel metabolismo della teofillina. L'emivita del metabolita attivo (ulifloxacina) nell'uomo si aggira intorno alle 10 ore.
L'eliminazione dall'organismo, nell'uomo, avviene prevalentemente per via fecale. La quantità di ulifloxacina eliminata attraverso l'emuntorio renale è pari a circa il 17%. Alcuni studi hanno evidenziato, dopo somministrazione orale di 600 mg, un'eliminazione della molecola per via urinaria e fecale pari approssimativamente al 95%. L'eliminazione renale avviene sia grazie alla filtrazione glomerulare che a secrezione attiva.

## Usi clinici
L'antibiotico trova indicazione nelle infezioni acute a carico delle basse vie urinarie, nella cistite semplice e nelle prostatiti croniche batteriche. Viene inoltre utilizzato per il trattamento delle riacutizzazioni di bronchite cronica e nella rinosinusite batterica acuta.

## Effetti collaterali e indesiderati
Nel corso del trattamento possono insorgere disturbi, comuni a molti altri antibiotici, a carico dell'apparato gastrointestinale (anoressia, dispepsia, dolore epigastrico, nausea, vomito, diarrea). Sono stati anche segnalati disturbi della cute (prurito, esantema, eritema, orticaria, rash cutaneo) dell'apparato muscoloscheletrico (mialgie ed artralgie diffuse) del sistema nervoso (cefalea, capogiro e vertigine, agitazione psicomotoria, alterazioni del gusto).
Molto raramente il trattamento con l'antibiotico può essere associato a lievi alterazioni della creatinina e sporadicamente a casi di insufficienza renale.

## Controindicazioni
Il farmaco è controindicato nei soggetti con ipersensibilità nota al principio attivo oppure ad altri antibatterici chinolonici così come a ad uno qualsiasi degli eccipienti utilizzati nella formulazione farmaceutica.
È inoltre controindicato nei bambini prima dell'età puberale o nei ragazzi con meno di 18 anni di età e incompleto sviluppo scheletrico. Non deve essere assunto da soggetti nei quali un precedente trattamento con un chinolone abbia comportato l'insorgenza di un'affezione tendinea.
È importante che il composto, che come altri chinoloni è noto per abbassare la soglia convulsiva, non sia somministrato a pazienti epilettici o con una storia personale di precedenti accessi convulsivi in quanto potrebbe favorire la comparsa di questi disturbi.
È infine da evitarsi la somministrazione nelle donne in stato di gravidanza ed in quelle che allattano.
La prulifloxacina sembra avere un minore effetto sull'intervallo QTc rispetto ad altri fluorchinoloni e pertanto potrebbe essere una scelta più sicura in quei pazienti con preesistenti fattori di rischio per aritmia.

## Dosi terapeutiche
Nei soggetti adulti affetti da infezioni acute delle basse vie urinarie è spesso sufficiente l'assunzione di una sola compressa da 600 mg. In caso di infezioni complicate è invece opportuna l'assunzione di una compressa al giorno, medesimo dosaggio, per un trattamento di durata non superiore a 10 giorni.
Nei pazienti con episodi di riacutizzazione di bronchite cronica ed in quelli affetti da rinosinusite batterica acuta è consigliata una compressa da 600 mg, in monosomministrazione, per un periodo di trattamento di 7-10 giorni.
In ogni caso, nei soggetti con infezioni complicate delle basse vie urinarie ed episodi di riacutizzazione di bronchite cronica, è consigliato proseguire il trattamento antibiotico per almeno 48–72 ore dai primi segni di remissione della sintomatologia.

## Gravidanza e allattamento
Studi eseguiti sugli animali non hanno messo in evidenza teratogenicità della molecola. Nel ratto è stato osservato che la prulifloxacina oltrepassa con facilità la barriera placentare e viene secreta in grande quantità nel latte materno. Dal momento che il composto può causare gravi artropatie nei giovani animali, il suo uso durante la gravidanza e nelle donne che allattano al seno è controindicato.

## Interazioni
- Cimetidina, antiacidi contenenti alluminio e magnesio, sucralfato, composti contenenti ferro e calcio: la contemporanea somministrazione con prulifloxacina può ridurne in modo significativo l'assorbimento gastroenterico.[16][17]
- Probenecid: la co-somministrazione con prulifloxacina ne diminuisce l'escrezione urinaria.
- Fenbufene: la somministrazione concomitante con alcuni chinoloni, tra cui prulifloxacina, può incrementare il rischio di convulsioni. Per questo motivo questa associazione dovrebbe essere evitata ogni qualvolta possibile.

## Avvertenze
Similmente ad altri chinoloni è consigliato sospendere la terapia con prulifloxacina in presenza di sintomi che possano essere riconducibili a danno tendineo (dolore, gonfiore, infiammazione o rottura tendinea). Il rischio di tendinite è generalmente basso e qualora si manifesti interessa con maggior frequenza il tendine di Achille.